# Cryptocellus lampeli
Cryptocellus lampeli är en spindeldjursart som beskrevs av Cooke 1967. Cryptocellus lampeli ingår i släktet Cryptocellus och familjen Ricinoididae. Inga underarter finns listade i Catalogue of Life.